# Ріно (округ, Канзас)
Шаблон:StateAbbr_ 37°47′04″ пн. ш. 98°00′01″ зх. д. / 37.784444444444° пн. ш. 98.000277777778° зх. д.
Округ Ріно (англ. Reno County) — округ (графство) у штаті Канзас, США. Ідентифікатор округу 20155.

## Історія
Округ утворений 1867 року.

## Демографія
За даними перепису 
2000 року 
загальне населення округу становило 64790 осіб, зокрема міського населення було 44052, а сільського — 20738.
Серед мешканців округу чоловіків було 32534, а жінок — 32256. В окрузі було 25498 домогосподарств, 17309 родин, які мешкали в 27625 будинках.
Середній розмір родини становив 2,94.
Віковий розподіл населення поданий у таблиці:
| Стать    | До 15 років | 15-21 | 22-29 | 30-39 | 40-49 | 50-65 | 65-85 | Понад 85 |
| -------- | ----------- | ----- | ----- | ----- | ----- | ----- | ----- | -------- |
| Чоловіки | 6672        | 3570  | 3317  | 4451  | 5185  | 4946  | 3925  | 468      |
| Жінки    | 6229        | 3128  | 2723  | 4076  | 4786  | 5089  | 5126  | 1099     |

## Суміжні округи
- Райс — північ
- Макферсон — північний схід
- Гарві — схід
- Седжвік — південний схід
- Кінгмен — південь
- Претт — південний захід
- Стаффорд — захід

## Виноски
1. ↑  U.S. Decennial Census. United States Census Bureau. Процитовано 28 липня 2014.
2. ↑  Historical Census Browser. University of Virginia Library. Архів оригіналу за 11 серпня 2012. Процитовано 28 липня 2014.
3. ↑  Population of Counties by Decennial Census: 1900 to 1990. United States Census Bureau. Процитовано 28 липня 2014.
4. ↑  Census 2000 PHC-T-4. Ranking Tables for Counties: 1990 and 2000 (PDF). United States Census Bureau. Процитовано 28 липня 2014.
5. ↑  State & County QuickFacts. United States Census Bureau. Архів оригіналу за 6 червня 2011. Процитовано 28 липня 2014.(англ.) Наведено за англійською вікіпедією.
6. ↑  American FactFinder. Бюро перепису населення США. Архів оригіналу за 26 лютого 2012. Процитовано 31 січня 2008.

| США | Це незавершена стаття з географії США. Ви можете допомогти проєкту, виправивши або дописавши її. |